# Muscolo auricolare posteriore
Il muscolo auricolare posteriore (Retrahens aurem) consiste in due o tre fascicoli carnosi che originano dalla porzione mastoidea dell'osso temporale attraverso corte fibre aponeurotiche. esse si vanno ad inserire nella parte inferiore della superficie craniale del padiglione auricolare.

## Azione
Negli altri animali questi muscoli servono per puntare le orecchie nella direzione del suono che attrae l'attenzione; nell'uomo invece, tutto quel che possono fare è al massimo di spostare leggermente l'orecchio.